# Општина Свиница
Општина Свиница (рум. Comuna Sviniţa) је општина у округу Мехединци у југозападној Румунији. Према попису из 2011. године у општини је било 925 становника. Седиште општине и њено једино насеље је Свиница. Значајна је по присутној српској националној мањини у Румунији.

## Становништво
Према попису становништва из 2011. године у општини је живело 925 становника. Већинско становништво су били Срби којих је било 90,3%, затим следе Румуни са 6,6% и Роми са 0,9% становништва.
| Етнички састав према попису из 2011. године‍ | Етнички састав према попису из 2011. године‍ | Етнички састав према попису из 2011. године‍ | Етнички састав према попису из 2011. године‍ | Етнички састав према попису из 2011. године‍ |
| ------------------------------------------- | ------------------------------------------- | ------------------------------------------- | ------------------------------------------- | ------------------------------------------- |
|                                             |                                             |                                             |                                             |                                             |
| Срби                                        | Срби                                        |                                             | 835                                         | 90,3%                                       |
| Румуни                                      | Румуни                                      |                                             | 61                                          | 6,6%                                        |
| Роми                                        | Роми                                        |                                             | 8                                           | 0,9%                                        |

На попису становништва из 1930. године општина је имала 1.477 становника, а већину су чинили Срби.
| Етнички састав према попису из 1930. године‍ | Етнички састав према попису из 1930. године‍ | Етнички састав према попису из 1930. године‍ | Етнички састав према попису из 1930. године‍ | Етнички састав према попису из 1930. године‍ |
| ------------------------------------------- | ------------------------------------------- | ------------------------------------------- | ------------------------------------------- | ------------------------------------------- |
|                                             |                                             |                                             |                                             |                                             |
| Срби                                        | Срби                                        |                                             | 1.381                                       | 93,5%                                       |
| Румуни                                      | Румуни                                      |                                             | 59                                          | 3,9%                                        |
| Роми                                        | Роми                                        |                                             | 18                                          | 1,2%                                        |